# Nomada fervens
Nomada fervens är en biart som beskrevs av Smith 1873. Nomada fervens ingår i släktet gökbin, och familjen långtungebin. Inga underarter finns listade i Catalogue of Life.